# Claire Forlani
Pour les articles homonymes, voir Forlani.
Claire Forlani, née le 17 décembre 1971 à Twickenham, Grand Londres (Royaume-Uni), est une actrice et productrice britanno-américaine.

## Biographie

### Enfance & débuts
Claire Antonia Forlani est née le 17 décembre 1971 à Twickenham (Richmond upon Thames, Grand Londres), d'un père italien, Pier Forlani, et d'une mère anglaise, Barbara.

### Formation
Elle entre à onze ans dans une école d'art à Londres, où elle suit des cours de comédie et de danse pendant six ans.

### Vie privée
Elle est mariée depuis 2007 avec l'acteur Dougray Scott. Ils ont un fils, Milo Thomas Scott, né en 2014.

## Carrière

### Débuts
Après quelques représentations dans des pièces de théâtre, elle fait ses premiers pas à l'écran en 1992 : d'abord dans deux épisodes d'une série britannique pour la jeunesse, La Rédac, puis un véritable rôle, celui d'une jolie gitane dans un thriller de série B, Gypsy Eyes.
En 1993, pour l'aider dans sa carrière, ses parents décident de s'installer avec elle à San Francisco. La comédienne, âgée de 21 ans, enchaîne alors les seconds rôles : dans deux épisodes de la mini-série J. F. K. : Le Destin en marche, portée par Patrick Dempsey. Puis plusieurs apparitions au cinéma. En 1994, dans la comédie potache Police Academy : Mission à Moscou, en 1995 dans la comédie indépendante Les Glandeurs et en 1996, le drame indépendant Basquiat, mené par Jeffrey Wright.
C'est cette année qu'elle connait surtout une véritable exposition médiatique en faisant partie de la distribution du blockbuster Rock, opposant Sean Connery à Nicolas Cage.
En 1997, elle confirme dans un registre sérieux aux côtés de la jeune star Keanu Reeves pour le drame indépendant Suicide Club. Dès lors, l'actrice se voit offrir plusieurs projets.

### Progression discrète (1998-2003)
Elle quitte le tournage du film d'action horrifique Un cri dans l'océan réalisé par Stephen Sommers, après trois jours, estimant que ce rôle pourrait ruiner sa jeune carrière (Famke Janssen héritera finalement du rôle), pour plutôt enchaîner les tournages de trois films dramatiques. Sortent ainsi en 1998 un film à costumes, Basil, pour lequel est entourée de Jared Leto et Christian Slater ; le drame indépendant Par amour, où elle joue la jeune femme que deux amis convoitent, incarnés par Rob Morrow et Jake Weber ; et enfin le film qui la rend véritablement célèbre, le drame fantastique Rencontre avec Joe Black, où elle prête ses traits à Susan Parrish, une femme qui tombe amoureuse de la mort elle-même, incarnée par Brad Pitt.
Elle se fait ensuite plus rare pour des raisons personnelles, privilégiant des seconds rôles : en 1999, elle fait partie de la bande d'acteurs réunies pour la comédie d'action fantastique Mystery Men, avec Ben Stiller dans le premier rôle et en 2000, elle est à l'affiche de Magicians.
Elle revient en tête d'affiche avec la comédie romantique pour adolescents Boys and Girls, avec Freddie Prinze Jr. et Jason Biggs. Et en 2001 elle est dans le thriller Antitrust, aux côtés de deux vedettes des adolescents, Ryan Phillippe et Rachael Leigh Cook. En 2002, elle côtoie des acteurs vétérans du cinéma anglais pour le polar Triggermen.
En 2003, elle défend trois films très différents : elle fait partie du casting soigné du drame indépendant Northfork, puis elle revient à la télévision pour le téléfilm Les hommes du Pentagone, aux côtés de James Spader et Paul Giamatti ; et surtout elle accepte de donner la réplique à Jackie Chan pour la comédie d'action Le Médaillon. Il s'agira de son dernier rôle de premier plan.

### Passage au second plan (depuis 2004)
En 2004, ses trois projets passent totalement inaperçus : le téléfilm Memron, le drame historique Bobby Jones, naissance d'une légende, dont elle partage l'affiche avec Jim Caviezel, ou encore The Limit, qui sort directement en vidéo.
En 2005, elle évolue dans le thriller Mr. Ripley et les Ombres, partage l'affiche du mélodrame Coup de foudre en Toscane avec Joshua Jackson et Harvey Keitel, et enfin retourne en Angleterre pour le thriller Hooligans, porté par le tandem Charlie Hunnam / Elijah Wood. Cette même année, elle tente aussi de décrocher le premier rôle d'une nouvelle série télévisée qui n'aboutit pas.
En 2006, elle joue ainsi dans un épisode de la mini-série horrifique Rêves et cauchemars, et tient un rôle récurrent dans la troisième saison de la série policière à succès, Les Experts : Manhattan. Durant neuf épisodes diffusés entre 2006 et 2007, elle y joue la nouvelle compagne du héros incarné par Gary Sinise.
Parallèlement, elle accepte un second rôle dans le drame indépendant My Name Is Hallam Foe, puis d'être la tête d'affiche d'un téléfilm fantastique, Comme une ombre dans la nuit, et enfin de faire partie du film d'héroic-fantasy King Rising, Au nom du roi, avec Jason Statham en vedette.

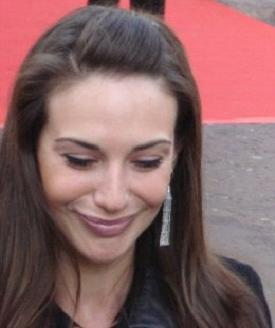
L'actrice à la première mondiale de Flashbacks of a Fool, à Londres, en avril 2008.

En 2008, elle revient en Angleterre pour le drame indépendant Flashbacks of a Fool avec la nouvelle star Daniel Craig, puis joue dans la comédie d'action Beer for My Horses. En 2009, elle est au casting du téléfilm d'action de série B, Nightfall : Agent double, portée par Dougray Scott et fait partie du casting du film fantastique, Not Forgotten, avec Simon Baker et Paz Vega. Enfin, elle tient un seconde rôle dans le drame familial pour enfants, Shannon's Rainbow.
En 2010, elle revient dans un épisode de Les Experts : Manhattan, et tourne dans deux épisodes d'une mini-série catastrophe, 2020 : Le Jour de glace. Elle partage aussi l'affiche de la romance britannique Love's Kitchen avec son compagnon à la ville, Dougray Scott.
Mais surtout, elle se concentre sur la télévision : elle fait partie de la distribution principale de la série historique canado-irlandaise Camelot, diffusée en 2011 par la chaîne américaine Showtime, qui est cependant arrêtée au bout d'une saison. Elle rebondit aussitôt vers un rôle récurrent dans la série d'action à succès, NCIS : Los Angeles. Parallèlement, elle tourne donc l'épisode pilote d'une nouvelle série, Scruples, qui n'aboutit pas.
En 2013, elle tient un second rôle dans le thriller Another Me, porté par la jeune valeur montante Sophie Turner, puis se retire des plateaux de tournage pour accoucher de son premier enfant.
En 2016, elle tient le premier rôle féminin du film d'action Precious Cargo, avec 
Bruce Willis, mais surtout s'investit dans le premier rôle d'un téléfilm consacré à la championne du triathlon Alyson Winn, Une femme sous influence. Elle tourne aussi l'épisode pilote d'une série consacrée à des journalistes, The Get, qui n'aboutit pas.
Elle accepte donc le premier rôle d'un téléfilm catastrophe, L'Enfer de Cristal, face à Jamie Bamber, puis tient un rôle récurrent dans la série policière Hawaii 5-0.

## Filmographie

### Cinéma

#### Longs métrages
- 1992 : Gypsy Eyes de Vinci Vogue Anzlovar : Katarina
- 1994 : Police Academy : Mission à Moscou (Police Academy : Mission to Moscow) d'Alan Metter : Katrina
- 1995 : Les Glandeurs (Mallrats) de Kevin Smith : Brandi Svenning
- 1996 : Rock (The Rock) de Michael Bay : Jade Angelou
- 1996 : Basquiat de Julian Schnabel : Gina Cardinale
- 1997 : Suicide Club (The Last Time I Committed Suicide) de Stephen T. Kay : Joan
- 1998 : Par amour (Into My Heart) de Sean Smith et Anthony Stark : Nina
- 1998 : Basil de Radha Bharadwaj : Julia Sherwin
- 1998 : Rencontre avec Joe Black (Meet Joe Black) de Martin Brest : Susan Parrish
- 1999 : Mystery Men de Kinka Usher : Monica, la serveuse
- 2000 : Boys and Girls de Robert Iscove : Jennifer Burrows
- 2000 : Magicians de James Merendino : Lydia
- 2001 : Antitrust de Peter Howitt : Alice Poulson
- 2002 : Triggermen de John Bradshaw : Emma Cutler
- 2003 : Le Médaillon (The Medallion) de Gordon Chan : Nicole James
- 2003 : Northfork de Michael Polish : Mme Hadfield
- 2003 : The Limit de Lewin Webb : Monica
- 2004 : Bobby Jones, naissance d'une légende (Bobby Jones : Stroke of Genius) de Rowdy Herrington : Mary Malone Jones
- 2005 : Mr. Ripley et les Ombres (Ripley Under Ground) de Roger Spottiswoode : Cynthia
- 2005 : Hooligans (Green Street Hooligans) de Lexi Alexander : Shannon Dunham
- 2005 : Coup de foudre en Toscane (Shadows in the Sun) de Brad Mirman : Isabella Parish
- 2007 : King Rising, au nom du roi (In the Name of the King : A Dungeon Siege Tale) d'Uwe Boll : Solona
- 2007 : My Name Is Hallam Foe (Hallam Foe) de David Mackenzie : Verity Foe
- 2008 : Flashbacks of a Fool de Baillie Walsh : Ruth adulte
- 2008 : Beer for My Horses de Michael Salomon : Annie Streets
- 2009 : Not Forgotten de Dror Soref : Katie
- 2009 : Shannon's Rainbow de Frank E. Johnson : Christine Pearson
- 2011 : Love's Kitchen (No Ordinary Trifle) de James Hacking : Kate Templeton
- 2013 : Another Me d'Isabel Coixet : Ann
- 2016 : Precious Cargo de Max Adams : Karen
- 2017 : L'Enfer de cristal (Crystal inferno) d'Eric Summer : Brianna Bronson
- 2018 : Du miel plein la tête (Head Full of Honey) de Til Schweiger : Mme Seager
- 2019 : À deux mètres de toi (Five Feet Apart) de Justin Baldoni : Meredith
- 2019 : An Affair to Die For de Víctor Garcia : Holly Pierpoint
- 2020 : Black Beauty d'Ashley Davis : Mme Winthorp

#### Court métrage
- 1996 : Garage Sale de Jeff Fisher : Julia

### Télévision

#### Séries télévisées
- 1991 - 1992 : Press Gang : Judy Wellman
- 1993 : J. F. K. : Le Destin en marche (J.F.K. : Reckless Youth) : Ann Cannon
- 2006 : Rêves et cauchemars (Nigthmares & Dreamscapes) : Doris Frehman
- 2006 - 2007 / 2010 : Les Experts : Manhattan (CSI : NY) : Dr Peyton Driscoll
- 2011 : Camelot : Reine Igraine
- 2011 - 2012 : NCIS : Los Angeles : Lauren Hunter
- 2016 - 2017 : Hawaii 5-0 : Alicia Brown
- 2019 : Departure : Janet
- 2021 : Domina : Octavie
- 2024 : Cruel Intentions (série télévisée) : Claudia Merteuil-Belmont

#### Téléfilms
- 2003 : Les Hommes du Pentagone (en) (The Pentagon Papers) de Rod Holcomb : Patricia Marx
- 2004 : Memron de Nancy Hower : Vangela Clay
- 2007 : Comme une ombre dans la nuit (Carolina Moon) de Stephen Tolkin : Victoria "Tory" Bodeen
- 2009 : Nightfall : Agent double (False Witness) de Peter Andrikidis : Pippa Porter
- 2011 : 2020 : Le Jour de glace (Ice) de Nick Copus : Jacqueline
- 2016 : Une femme sous influence (Run to Me) de Philippe Gagnon : Alison Wynn

### Productrice
- 2004 : Memron (téléfilm)

## Voix françaises

### En France
| - Laura Blanc dans : - Le Médaillon (2003) - Nightfall : Agent double (téléfilm) (2008) - Dès le premier regard (en) (2009) - NCIS : Los Angeles (série télévisée) (2011-2012) - Precious Cargo (2016) - Une femme sous influence (téléfilm) (2016) - Hawaii 5-0 (série télévisée) (2016-2017) - Black Beauty - Barbara Delsol dans : - Police Academy : Mission à Moscou (1994) - Rêves et Cauchemars (série télévisée) (2006) - King Rising, au nom du roi (2007) - Magali Barney dans : - Les Glandeurs (1995) - Rock (1996) - Caroline Beaune dans : - Les Experts : Manhattan (2006,2007,2010) - Comme une ombre dans la nuit (2007) | - Françoise Cadol dans : - Rencontre avec Joe Black (1998) - Bobby Jones, naissance d'une légende (2004) - Barbara Kelsch dans : - Boys and Girls (2000) - Antitrust (2001) - Déborah Perret dans : - Mr. Ripley et les Ombres (2004) - Hooligans (2005) et aussi : - Nayéli Forest dans The Limit (2003) - Nathalie Régnier dans Les Hommes du Pentagone (en) (2003) - Virginie Ledieu dans J. F. K. : Le Destin en marche (2003) - Laurence Charpentier dans 2020 : Le Jour de glace (2011) - Sybille Tureau dans Du miel plein la tête (2018) - Mélanie Laberge dans : - Camelot (2011) |

## Distinctions

### Nominations
- Saturn Awards 1999 : meilleur second rôle féminin pour Rencontre avec Joe Black